# Ixeridium
 Ixeridium  (A.Gray) Tzvelev, 1964 è un genere di piante angiosperme dicotiledoni della famiglia delle Asteraceae.

## Etimologia
Il nome scientifico del genere è stato definito per la prima volta dai botanici Asa Gray (1810-1888) e Nikolai Nikolaievich Tzvelev (1925-2015) nella pubblicazione " Flora URSS (Flora Unionis Rerumpublicarum Sovieticarum Socialisticarum)" ( Fl. URSS 29: 388) del 1964.

## Descrizione

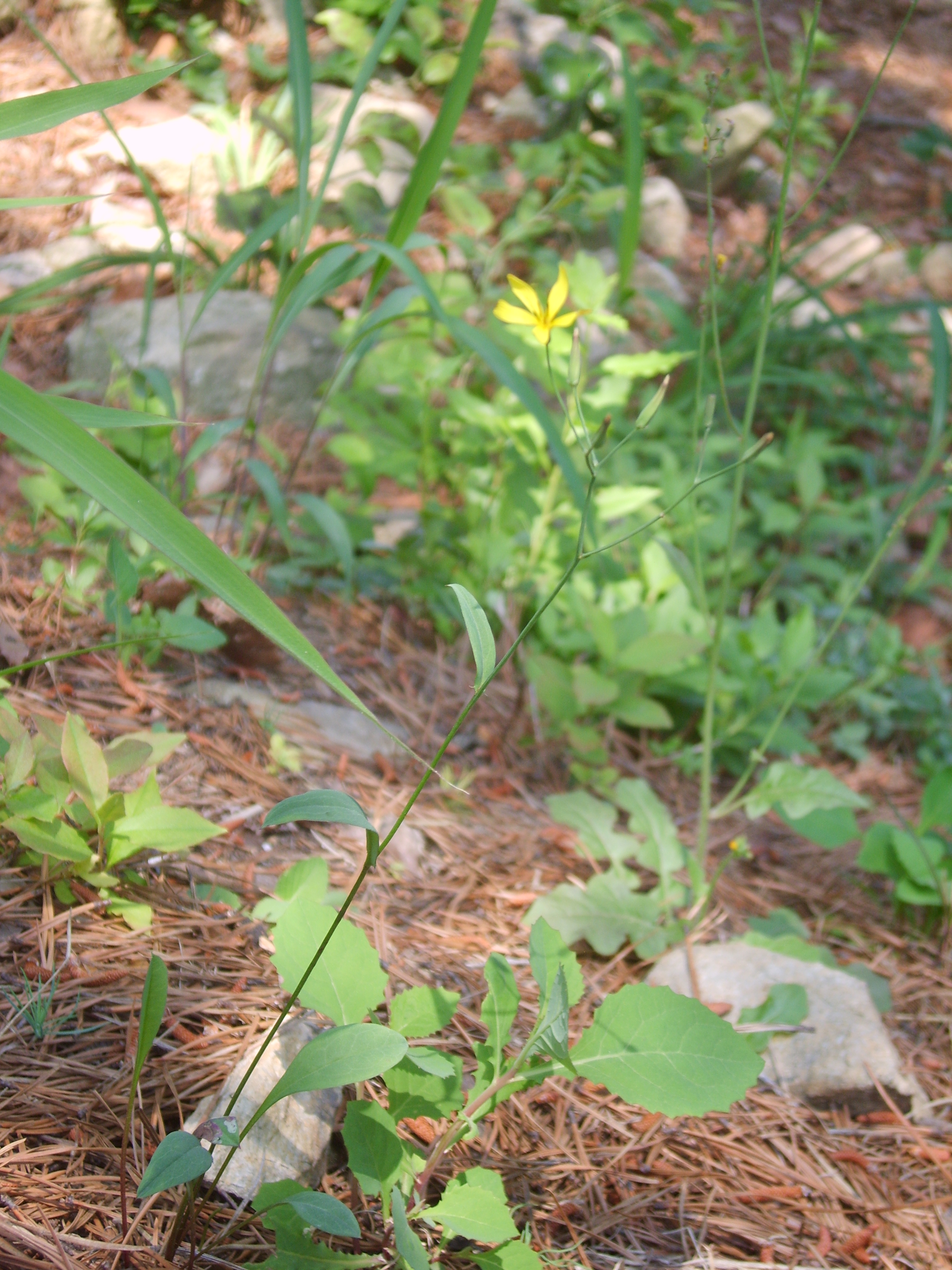
Il portamento
Ixeris dentata

Infiorescenza
Ixeris dentata

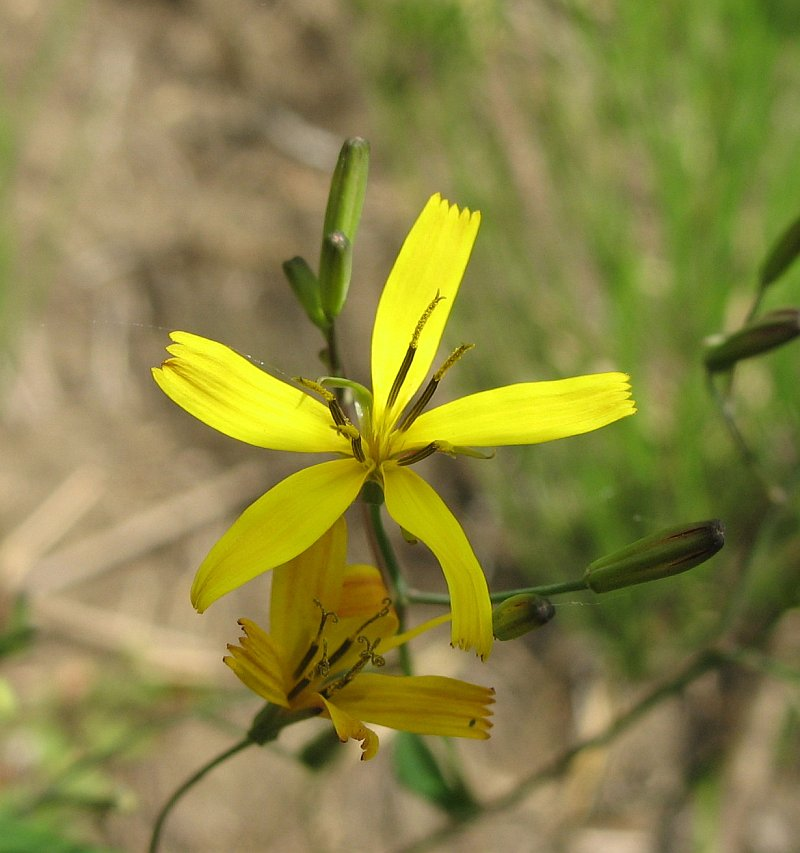
I fiori
Ixeris dentata

Habitus. Le specie di questo gruppo sono piante perenni non molto alte con abbondante latice amaro. Alcuni portamenti sono rosulati.
Fusto. Gli scapi fiorali sono ascendenti, eretti e più o meno afilli. I fusti sono ramificati a volte alla base a volte in alto. Le radici in genere sono di tipo fittonante.
Foglie. Le foglie formano delle rosette radicali con lamine intere o dentate oppure roncinato-pennatofide. Le foglie lungo il caule sono disposte in modo alterno e spesso sono abbraccianti il caule stesso. La lamina può essere dentata o divisa.
Infiorescenza. L'infiorescenza, di tipo corimbiforme o corimbiforme-panicolata, è composta da uno o più capolini piccoli e terminali. I capolini, solamente di tipo ligulifloro, sono formati da un involucro composto da diverse brattee (o squame) all'interno delle quali un ricettacolo fa da base ai fiori ligulati. L'involucro ha una forma strettamente cilindrica ed è formato da due serie di brattee. Solitamente le due serie di brattee non sono uguali: la serie interna è formata da 5 - 8 brattee con forme lineari-lanceolate, mentre quella esterna è formata da brettee piccole (2 mm); i margini delle brattee sono stretti e scariosi. Il ricettacolo è piano e nudo (senza pagliette a protezione della base dei fiori).
Fiori. I fiori, (da 5 a 12 per capolino)  tutti ligulati, sono tetra-ciclici (ossia sono presenti 4 verticilli: calice – corolla – androceo – gineceo) e pentameri (ogni verticillo ha in genere 5 elementi). I fiori sono ermafroditi, fertili e zigomorfi.
- Formula fiorale:

*/x K {\displaystyle \infty }, [C (5), A (5)], G 2 (infero), achenio
- Calice: i sepali del calice sono ridotti ad una coroncina di squame.
- Corolla: le corolle sono formate da una ligula terminante con 5 denti; il colore in genere è giallo ma anche bianco o porpora; la superficie può essere sia pubescente che glabra.
- Androceo: gli stami sono 5 con filamenti liberi e distinti, mentre le antere sono saldate in un manicotto (o tubo) circondante lo stilo.[11] Le antere alla base sono prive di codette. Il polline è tricolporato.[12]
- Gineceo: lo stilo è filiforme. Gli stigmi dello stilo sono due divergenti e ricurvi con la superficie stigmatica posizionata internamente (vicino alla base).[13] L'ovario è infero uniloculare formato da 2 carpelli.

Frutti. I frutti sono degli acheni con pappo. Gli acheni, con becco sottile e con 10 coste (5 sottili coste principali alternate ad altre minori), sono glabri ed hanno delle forme da rotonde a subfusiformi (raramente sono subcompressi). Il colore è marrone o marrone chiaro. Il pappo, di colore giallo o paglierino, è setoloso (setole scabre/barbate).

## Biologia
- Impollinazione: l'impollinazione avviene tramite insetti (impollinazione entomogama tramite farfalle diurne e notturne).
- Riproduzione: la fecondazione avviene fondamentalmente tramite l'impollinazione dei fiori (vedi sopra).
- Dispersione: i semi (gli acheni) cadendo a terra sono successivamente dispersi soprattutto da insetti tipo formiche (disseminazione mirmecoria). In questo tipo di piante avviene anche un altro tipo di dispersione: zoocoria. Infatti gli uncini delle brattee dell'involucro si agganciano ai peli degli animali di passaggio disperdendo così anche su lunghe distanze i semi della pianta.

## Distribuzione e habitat
Le specie di questo gruppo sono distribuite in Asia orientale-tropicale.

## Tassonomia
La famiglia di appartenenza di questa voce (Asteraceae o Compositae, nomen conservandum) probabilmente originaria del Sud America, è la più numerosa del mondo vegetale, comprende oltre 23.000 specie distribuite su 1.535 generi, oppure 22.750 specie e 1.530 generi secondo altre fonti (una delle checklist più aggiornata elenca fino a 1.679 generi). La famiglia attualmente (2021) è divisa in 16 sottofamiglie.

### Filogenesi
Il genere di questa voce appartiene alla sottotribù Crepidinae della tribù Cichorieae (unica tribù della sottofamiglia Cichorioideae). In base ai dati filogenetici la sottofamiglia Cichorioideae è il terz'ultimo gruppo che si è separato dal nucleo delle Asteraceae (gli ultimi due sono Corymbioideae e Asteroideae). La sottotribù Crepidinae fa parte del "quarto" clade della tribù; in questo clade è in posizione "centrale" vicina alle sottotribù Chondrillinae e Hypochaeridinae.
I caratteri più distintivi per questa sottotribù (e quindi per i suoi generi) sono:
- in queste piante non sono presenti i peli piccoli, morbidi e ramificati;
- le brattee involucrali sono disposte in due serie ineguali;
- i capolini contengono molti fiori;
- le setole del pappo non sono fragili;
- gli acheni alla base sono poco compressi.

La sottotribù è divisa in due gruppi principali uno a predominanza asiatica e l'altro di origine mediterranea/euroasiatica. Da un punto di vista filogenetico, all'interno della sottotribù, sono stati individuati 5 subcladi. Il genere di questa voce appartiene al subclade denominato "Ixeris-Ixeridium-Taraxacum clade". Questo subclade, nell'ambito della sottotribù, occupa una posizione vicina al "core" della sottotribù ed è inserito in una politomia formata dai subcladi Garhadiolus-Heteracia e Dubyaea-Nabalus-Soroseris-Syncalathium. [La precedente configurazione filogenetica è basata sull'analisi di alcune particolari regioni (nrITS) del DNA; analisi su altre regioni (DNA del plastidio) possono dare dei risultati lievemente diversi.]
Nel clade Ixeris-Ixeridium-Taraxacum i primi due generi (Ixeris e Ixeridium) formano un "gruppo fratello", mentre il grande genere Taraxacum è in posizione "basale". In posizione intermedia, questo clade include provvisoriamente anche il genere Askellia (i dati relativi a questo genere sono ancora incerti; in altre analisi, invece,Askellia appare come "fratello" di una sezione di Crepis). La circoscrizione di Ixeridium è basata su indagini carpologiche (branca della morfologia vegetale che si occupa della struttura del frutto e dei semi) e cariologiche oltre che alle analisi filogenetiche molecolari relative alla sottotribù Crepidinae. Alcune specie poco note a pappo bianco (I. aculeolatum e I. sagittarioides) sono comprese provvisoriamente in questo gruppo, perché altrimenti il genere comprende solo specie a pappo giallastro o paglierino.
I caratteri distintivi per le specie del genere di questa voce sono:
- gli acheni hanno da 9 a 12 piccole coste più o meno spinulose;
- il becco degli acheni è filiforme:
- il pappo è giallo o paglierino.

Il numero cromosomico della specie è: 2n = 10, 14 e 16 (specie diploidi, triploidi, tetraploidi e esaploidi). Il numero di base è n = 7.

### Elenco delle specie
Questo genere ha 17 specie:
- Ixeridium aculeolatum C.Shih
- Ixeridium alpicola  (Takeda) Pak & Kawano
- Ixeridium beauverdianum  (H.Lév.) Spring.
- Ixeridium calcicola  C.I Peng, S.W.Chung & T.C.Hsu
- Ixeridium dentatum  (Thunb.) Tzvelev
- Ixeridium gracile  (DC.) Pak & Kawano
- Ixeridium hohuanshanense  S.S.Ying
- Ixeridium kurilense  Barkalov
- Ixeridium laevigatum  (Blume) Pak & Kawano
- Ixeridium parvum  (Kitam.) Pak & Kawano
- Ixeridium pygmaeum  (Zoll. & Moritzi) Pak & Kawano
- Ixeridium sagittarioides  (C.B.Clarke) Pak & Kawano
- Ixeridium sandsii  D.J.N.Hind & R.J.Johns
- Ixeridium subacaule  (J.Kost.) Pak & Kawano
- Ixeridium transnokoense  (Sasaki) Pak & Kawano
- Ixeridium yakuinsulare  (Yahara) Pak & Kawano
- Ixeridium yunnanense  C.Shih